# أنتونيا تروبو
أنتونيا تروبو (بالإيطالية: Antonia Truppo)‏ هي ممثلة إيطالية، ولدت في 14 فبراير 1977 في إيطاليا.

## وصلات خارجية
- أنتونيا تروبو على موقع IMDb (الإنجليزية)
- أنتونيا تروبو على موقع قاعدة بيانات الفيلم (الإنجليزية)